# 지방도 제301호선
지방도 제301호선은 경기도 화성시 우정읍 화산리에서 경기도 시흥시 정왕동을 잇는 경기도의 지방도이다. 총 연장은 63.908km이다. 화옹방조제와 시화방조제를 지나간다.

## 연혁
- 2005년 3월 28일 : 지방도 제301호선을 새로 지정[1]
- 2008년 5월 8일 : 탄도 ~ 송산간 도로(안산시 단원구 선감동 ~ 화성시 서신면 전곡리) 3.2 km 구간 개통[2]
- 2009년 2월 2일 : 화옹방조제(화성시 우정읍 매향리 ~ 서신면 궁평리) 9.81 km 구간 개통[3]
- 2015년 1월 26일 : 송교 ~ 전곡간 도로 (화성시 서신면 송교리 ~ 전곡리) 3.0 km 구간 개통[4]

## 경유지
- 화성시
  - 우정읍 봉화 교차로 - 기아생활관 앞 교차로 - 화산삼거리 - 석천리 - 매향리 - 화옹방조제 (화성방조제)
  - 서신면 화옹방조제 (화성방조제) - 우정교 - 궁평항 - 궁평 1 교차로 - (미개통 구간 : 궁평리 - 백미리 - 매화리 - 송교리) - 송교리 - 제부 교차로 - 송교삼거리 - 장외리 - 화성전곡해양산업단지 - 구름2교 - 구름 교차로 - 전곡리 - 전곡항 교차로 - 탄도방조제
- 안산시
  - 단원구 탄도방조제 - 탄도교 - 탄도 교차로 - 불도방조제 - 불도방조제삼거리 - 선감동 - 대부동 - 성황당고개 - 대동초등학교 앞 교차로 - 대부북동 - 북동삼거리 - 구봉도 입구 - 방아머리해수욕장 - 시화교 - 시화방조제 - 시화호조력발전소 - 시화방조제
- 시흥시
  - 정왕동 시화방조제 - 대부도입구사거리 - 환경사업소 교차로

## 도로명
- 화성시 우정읍 봉화 교차로 ~ 매향리 : 기아자동차로
- 화성시 우정읍 매향리 ~ 궁평 1 교차로 : 궁평항로
- 화성시 서신면 송교리 ~ 제부 교차로 : 제부로
- 화성시 서신면 제부 교차로 ~ 구름 교차로 : 해양공단로
- 화성시 서신면 구름 교차로 ~ 전곡항 교차로 : 전곡항로
- 화성시 서신면 전곡항 교차로 ~ 시흥시 정왕동 대부도 입구사거리 : 대부황금로
- 시흥시 정왕동 대부도 입구사거리 ~ 환경사업소 교차로 : 서해안로

## 같이 보기
- 지방도 제303호선 (2005년 이전 지방도)